# Juegos Asiáticos de 1978
Los VIII Juegos Asiáticos se celebraron en Bangkok (Tailandia), del 9 de diciembre al 20 de diciembre de 1978, bajo la denominación Bangkok 1978.

Participaron un total de 3842 deportistas representantes de 19 países miembros de la Federación para los Juegos Asiáticos. El total de competiciones fue de 201 repartidas en 19 deportes.

## Historia
A la delegación de Israel, se le prohibió acudir a los juegos fundamentado en la incapacidad de los organizadores de garantizar la seguridad de la delegación en temor que se repitiera la Masacre de Múnich de 1972. Los representantes deportivos de Israel declararon que esta medida fue un "acto político" contra el Pueblo judío.

## Medallero
| Núm. | País            | Oro | Plata | Bronce | Total |
| ---- | --------------- | --- | ----- | ------ | ----- |
| 1    | Japón           | 70  | 58    | 49     | 177   |
| 2    | China           | 51  | 55    | 45     | 151   |
| 3    | Corea del Sur   | 18  | 20    | 31     | 69    |
| 4    | Corea del Norte | 15  | 13    | 15     | 43    |
| 5    | Tailandia       | 11  | 11    | 20     | 42    |
| 6    | India           | 11  | 11    | 6      | 28    |
| 7    | Indonesia       | 8   | 7     | 18     | 33    |
| 8    | Pakistán        | 4   | 4     | 9      | 17    |
| 9    | Filipinas       | 4   | 4     | 6      | 14    |
| 10   | Irak            | 2   | 4     | 6      | 12    |
| 11   | Singapur        | 2   | 1     | 4      | 7     |
| 12   | Malasia         | 2   | 1     | 3      | 6     |
| 13   | Mongolia        | 1   | 3     | 5      | 9     |
| 14   | Líbano          | 1   | 1     | 0      | 2     |
| 15   | Siria           | 1   | 0     | 0      | 1     |
| 16   | Birmania        | 0   | 3     | 3      | 6     |
| 17   | Hong Kong       | 0   | 2     | 3      | 5     |
| 18   | Sri Lanka       | 0   | 0     | 2      | 2     |
| 19   | Kuwait          | 0   | 0     | 1      | 1     |
| TOT  |                 | 201 | 198   | 226    | 625   |

| Predecesor: Teherán 1974 | VIII Juegos Asiáticos 1978 | Sucesor: Nueva Delhi 1982 |